# Lemke Meyers
Lemke Meyers alias Cordes († 1594 in Hamburg) war eine Frau, die aufgrund des Vorwurfs der Hexerei hingerichtet wurde.

## Todesurteil
Da sie von Gott abgefallen sei und sich „mit dem leidigen Satan verbündet und vermischet“ habe, musste sich Lemke Meyer 1594 in einem Prozess vor dem Hamburger Niedergericht verantworten. Außerdem seien anderen Personen Schäden durch von ihr ausgeübten Schadenszauber an Vieh und Weideland entstanden, so die Anklage. Ihre amtliche Verteidigung übernahm Hinrich Mengart, der seine Mandantin als „schwaches Werkzeug“ darstellte, die der Teufel mittels Geldversprechungen verführt habe. Außerdem bereue sie ihre Taten zutiefst. Daher forderte er einen Tod durch Enthauptung anstelle einer Verbrennung, fand jedoch kein Gehör. Der Hamburger Rat, der das städtische Obergericht darstellte, revidierte am 29. Oktober die Entscheidung des Niedergerichts nicht, woraufhin Lemke Meyers den Feuertod starb.